# الدوري الهولندي الدرجة الأولى 2015–16
الدوري الهولندي الدرجة الأولى 2015–2016 هو الموسم الستون من الدوري الهولندي الدرجة الأولى منذ إنشائه في عام 1956. فاز بهذا الموسم سبارتا روتردام.

## الفرق
يشارك 20 نادي في الدوري: النادي الذي يحتل المرتبة الأولى في هذا الدوري يتأهل مباشرتا إلى الدوري الهولندي الممتاز، تأهل في هذه الدوري سبارتا روتردام.